# محمد فاروق
محمد فاروق (انگلیسی: Mohamed Farouk؛ زاده ۱۰ سپتامبر ۱۹۷۸) یک بازیکن فوتبال اهل مصر است.
وی همچنین در تیم ملی فوتبال مصر بازی کرده است.